# Automolis aegrota
Automolis aegrota là một loài bướm đêm thuộc phân họ Arctiinae, họ Erebidae.